# Brotherhood (film, 2018)
Pour les articles homonymes, voir Brotherhood.
Pour plus de détails, voir Fiche technique et Distribution.
Brotherhood ou Ikhwène est un court métrage réalisé par Meryam Joobeur et sorti en septembre 2018. C'est une coproduction entre le Canada, la Tunisie, le Qatar et la Suède.

## Synopsis
Le film explore les tensions au sein d'une famille tunisienne lorsqu'un homme absent depuis plusieurs années rentre chez lui avec une nouvelle épouse syrienne qui porte le niqab ; son père le soupçonne d'avoir travaillé pour l'État islamique.
Le titre du film a été choisi pour refléter à la fois les connotations familiales du mot « fraternité » et son utilisation au nom de l'organisation islamiste controversée des Frères musulmans.

## Fiche technique
- Titre original : Brotherhood
- Titre alternatif : Ikhwène
- Réalisation : Meryam Joobeur
- Scénario : Meryam Joobeur
- Montage : Anouk Deschênes
- Musique : Peter Venne
- Producteurs : Habib Attia, Sarra Ben Hassen, Maria Gracia Turgeon, Meryam Joobeur
- Sociétés de production : Cinétéléfilms, Midi la Nuit
- Pays d'origine :  Canada,  Tunisie,  Qatar,  Suède
- Langue originale : arabe
- Format : couleur
- Genre : drame
- Durée : 26 minutes
- Dates de sortie : 2018

## Distribution
- Kaïs Ayari
- Mohamed Grayaâ
- Mouldi Kriden
- Salha Nasraoui

## Récompenses
Le film est présenté pour la première fois au Festival international du film de Toronto 2018 (TIFF), où il remporte le prix du meilleur court métrage canadien. En décembre 2018, il est nommé dans la liste des dix meilleurs films canadiens de fin d'année du TIFF. Lors du 3e Prix Iris en 2019, le film remporte le prix du meilleur court métrage de fiction.
En France, il est doublement récompensé au Festival international du film d'Amiens 2019, avec le Grand prix du court métrage et le prix du Jury jeune. Il est trois fois primé au Festival du film court francophone de Vaulx-en-Velin (Un poing c'est court) en 2020, avec le Grand prix du festival, le prix de la presse et le prix des habitants jeunes de Vaulx-en-Velin.
Il est également primé dans de nombreux festivals internationaux et est nommé pour l'Oscar du meilleur court métrage en prises de vues réelles en 2020, en compétition notamment avec Nefta Football Club également tourné en Tunisie.